# Uncaria rhynchophylla

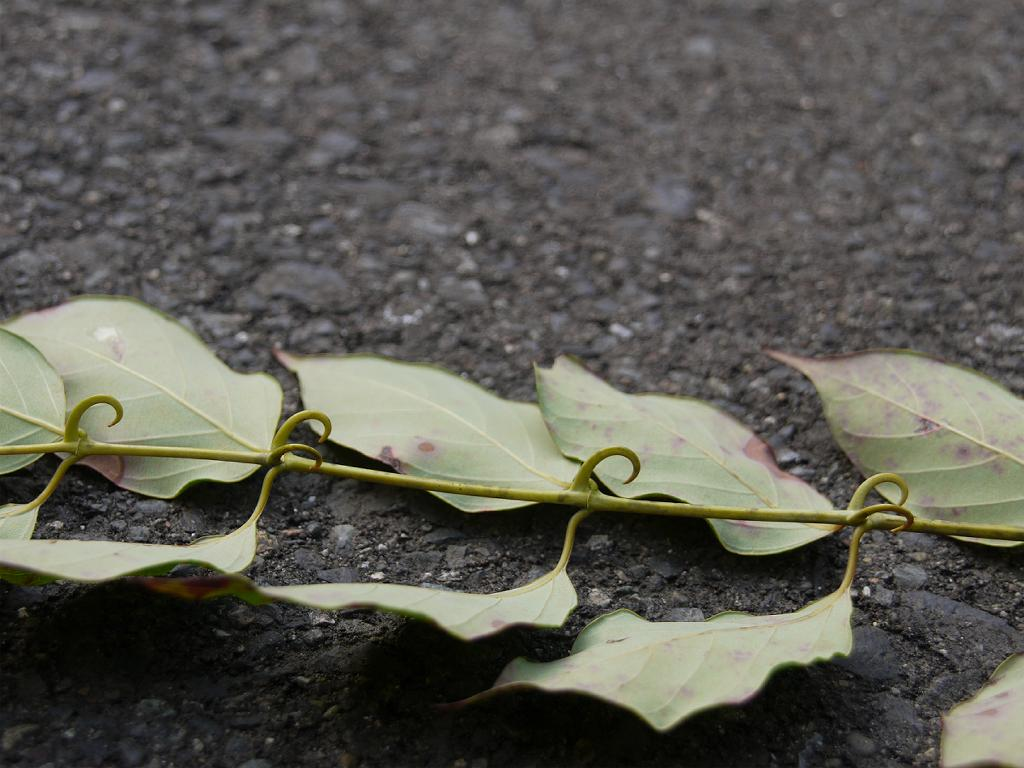
Detalle de las hojas

Uncaria rhynchophylla (en chino tradicional, 釣鉤藤; en chino simplificado, 钓钩藤; pinyin, diào gōu téng) es una especie de planta medicinal perteneciente a la familia de las rubiáceas que es utilizada en la medicina tradicional china. 

## Descripción
Es una liana que alcanza un tamaño de 13 m de altura. Los tallos jóvenes son cuadrangulares, puberulentos a glabrescentes. Pecíolo de 5-7 mm, puberulentos a glabros, la lámina de la hoja  seca parecida al papel y de color marrón oscuro a marrón grisáceo, ovaladas, lanceoladas o elípticas ovadas, de 5-9 × 2.5-4.5 cm, el ápice acuminado; con pares de venas secundarias 5-7, estípulas en general persistentes, ovadas, profundamente 2-lobuladas. Las inflorescencias son axilares y, a menudo en grupos terminales de 3-5, puberulentos a glabrescentes, pedúnculos 3.5-6 cm.  Fl. y fr. Mayo-diciembre.

## Distribución y hábitat
Se encuentra en los bosques, y márgenes de los bosques; a una altitud de 500-800 metros en Guangdong y Guangxi en China.

## Propiedades
La planta contiene flavonoides así como el alcaloide rhynchophyllina. (+) - catequina y (-)- epicatequina.

## Taxonomía
Uncaria rhynchophylla fue descrita por (Friedrich Anton Wilhelm Miquel) ex Havil. y publicado en Journal of the Linnean Society, Botany 33(228): 89–90, en el año 1897.
Etimología
Uncaria: nombre genérico que deriva de la palabra latína uncus, que significa "un gancho". Se refiere a los ganchos, formados a partir de ramas reducidas, que las trepadoras de Uncaria utilizan para aferrarse a otra vegetación.
rhynchophylla: epíteto latíno que significa "hojas con forma de cuerno"
Sinonimia
- Nauclea rhynchophylla Miq.
- Ourouparia rhynchophylla (Miq.) Matsum.
- Uncaria rhynchophylla var. kouteng T.Yamaz.
- Uncaria rhynchophylloides F.C.How[7]